# Спортивне ім'я року (Данія)
«Спортивне ім'я року» (дан. Årets Sportsnavn) — нагорода, яку присуджує щороку, починаючи з 1991 року, Данська спортивна конфедерація у співпраці спочатку з газетою Jyllands-Posten, а з 2019 року — Командою Данії.

## Процедура нагородження
Національний олімпійський комітет та спортивна конфедерація Данії і Команда Данії висувають загалом 15 номінантів, яких відкривають по п'ять одночасно, після чого називають трьох фіналістів. Суддівський комітет вирішує, хто стане остаточним переможцем нагороди.
З 2017 року розмір премії становить 75 000 данських крон. Нагорода зазвичай вручається в січні наступного року.

## Критерії відбору
Вибір спортивної назви року ґрунтується на загальній оцінці наведених нижче критеріїв, які перераховані в непріоритетному порядку. Вага окремих критеріїв може відрізнятися.
- Глобальна конкуренція: наскільки поширені вид спорту і дисципліна, і скільки великих спортивних країн роблять на них ставку.
- Змагання та ранг медалі: Чемпіонат світу зазвичай важче виграти, ніж чемпіонат Європи.
- Безперервність і прогрес: чи багато помітних результатів поспіль? Або перемозі передували роки цілеспрямованої роботи, тож досягнення здавалося більш цілеспрямованим і менш випадковим, ніж раптова перемога, якої ніхто не очікував.
- Популярність: поширення спорту в Данії створює більший інтерес і, отже, більшу вагу. Водночас внутрішня конкуренція Данії є жорсткішою.

## Історія
Першим лауреатом нагороди у 1991 році стала плавчиня Метте Якобсен. Удруге вона виборола цей титул через чотири роки. Найбільше разів лауреатом Спортивного імені року ставала жіноча збірна Данії з гандболу — тричі, у 1993, 1994 і 2000 роках. Чоловіча збірна Данії з гандболу ставала лауреатом двічі — у 2008 та 2023 роках. По два рази також ставали лауреатами Ескілд Еббесен, Томас Еберт, Том Крістенсен, Каролін Возняцкі, Лассе Норман Гансен і Віктор Аксельсен.
До 2017 року Данська спортивна конфедерація і Jyllands-Posten визначали переможця серед трьох номінованих спортсменів. Однак з 2017 року було вирішено розширити коло претендентів до п'ятнадцяти, що викликало гостру критику одного із засновників нагороди, Фрітса Крістенсена, який працював спортивним редактором у Jyllands-Posten з 1988 по 2006 рік та допоміг заснувати «Спортивне ім'я року» у 1990 році разом із Данською спортивною конфедерацією. Він назвав це рішення результатом «неправильно зрозумілої політкоректності». Крістенсен заявив, що нагорода створювалась для відзначення абсолютно найкращої результативності в елітному спорті і що для людей з обмеженими можливостями не має місця в номінації «Спортивне ім'я року». У 2019 один із засновників нагороди — газета «Jyllands-Posten» вийшла з організаторів заходу.

## Список лауреатів
| Рік  | Переможці | Вид спорту            | Фіналісти | Посилання |
| ---- | --- | --------------------- | --- | --------- |
| 1991 | Метте Якобсен | Плавання              | |           |
| 1992 | Єспер Банк, Єспер Сеєр і Стін Сечер                                                                                | Вітрильний спорт      | Збірна Данії з футболу Арне Нільссон і Крістіан Фредеріксен (каное) Вібеке Тофт і Аллан Торнсберг (танці) Конні Гансен (перегони на інвалідних візках) | [ 2 ]     |
| 1993 | Жіноча збірна Данії з гандболу                                                                                     | Гандбол               | |           |
| 1994 | Жіноча збірна Данії з гандболу                                                                                     | Гандбол               | |           |
| 1995 | Метте Якобсен | Плавання              | |           |
| 1996 | Б'ярне Рііс | Велоспорт             | |           |
| 1997 | Вілсон Кіпкетер | Легка атлетика        | |           |
| 1998 | Легка четвірка без рульового: Ескілд Еббесен, Томас Еберт, Віктор Феддерсен і Томас Поульсен                       | Академічне веслування | |           |
| 1999 | Камілла Мартін | Бадмінтон             | Збірна Данії з футболу Метте Якобсен (плавання) Вілсон Кіпкетер (легка атлетика)                                                                       | [ 3 ]     |
| 2000 | Жіноча збірна Данії з гандболу                                                                                     | Гандбол               | | [ 4 ]     |
| 2001 | Томас Бйорн | Гольф                 | Збірна Данії з футболу Том Крістенсен (автоперегони)                                                                                                   | [ 5 ]     |
| 2002 | Том Крістенсен | Автомобільні перегони | Збірна Данії з гандболу Жіноча збірна Данії з гандболу Вілсон Кіпкетер (легка атлетика) Тор Крістенсен і Томас Еберт (академічне веслування)           | [ 6 ]     |
| 2003 | Ніккі Педерсен | Спідвей               | | [ 7 ]     |
| 2004 | Легка четвірка без рульового: Ескілд Еббесен, Томас Еберт, Тор Крістенсен і Стефан Мелвіг                          | Академічне веслування | Жіноча збірна Данії з гандболу Том Крістенсен (автоперегони)                                                                                           | [ 8 ]     |
| 2005 | Том Крістенсен | Автомобільні перегони | Мікаель Мейс (настільний теніс) Йоахім Ольсен (штовхання ядра)                                                                                         | [ 9 ]     |
| 2006 | Міккель Кесслер | Бокс                  | Мікаель Расмуссен (велоспорт) Крістіна Стоккебро та Пітер Стоккебро (танці)                                                                            | [ 10 ]    |
| 2007 | Мадс Расмуссен, Расмус Квіст Гансен                                                                                | Академічне веслування | Збірна Данії з гандболу Ніккі Педерсен (спідвей) | [ 11 ]    |
| 2008 | Збірна Данії з гандболу                                                                                            | Гандбол               | Легка четвірка без рульового (академічне веслування) Мартін Кіркетерп і Йонас Варрер (вітрильний спорт)                                                | [ 12 ]    |
| 2009 | Лотте Фрійс | Плавання              | Мікаель Мейс (настільний теніс) Каролін Возняцкі (теніс)                                                                                               | [ 13 ]    |
| 2010 | Каролін Возняцкі                                                                                                   | Теніс                 | Матті Брешель (велоспорт) Лотте Фрійс (плавання) | [ 14 ]    |
| 2011 | Джанетт Оттесен | Плавання              | Збірна Данії з гандболу Каролін Возняцкі (теніс) | [ 15 ]    |
| 2012 | Лассе Норман Гансен                                                                                                | Велоспорт             | Збірна Данії з гандболу Мадс Расмуссен і Расмус Квіст Гансен (академічне веслування)                                                                   | [ 16 ]    |
| 2013 | Мая Ягер | Стрільба з лука       | Єспер Гансен (стендова стрільба) Том Крістенсен (автоперегони)                                                                                         | [ 17 ]    |
| 2014 | Камілла Педерсен                                                                                                   | Тріатлон              | Легка четвірка без рульового (академічне веслування) Рікке Меллер Педерсен (плавання)                                                                  | [ 18 ]    |
| 2015 | Рене Поульсен | Веслування на каное   | Мая Альм (спортивне орієнтування) Джанетт Оттесен (плавання) Анн-Марі Ріндом (вітрильний спорт)                                                        | [ 19 ]    |
| 2016 | Пернілле Блуме | Плавання              | Збірна Данії з гандболу Сара Петерсен (легка атлетика)                                                                                                 | [ 20 ]    |
| 2017 | Віктор Аксельсен                                                                                                   | Бадмінтон             | Єна Гансен і Катя Сальсков-Іверсен (вітрильний спорт) Каролін Возняцкі (теніс)                                                                         | [ 21 ]    |
| 2018 | Каролін Возняцкі                                                                                                   | Теніс                 | Пернілле Хардер (жіночий футбол) Міхаель Вальгрен (велоспорт)                                                                                          | [ 22 ]    |
| 2019 | Мадс Педерсен | Велоспорт             | Збірна Данії з гандболу Анн-Марі Ріндом (вітрильний спорт)                                                                                             | [ 23 ]    |
| 2020 | Збірна команда Данії з велоспорту на треку: Лассе Норман Гансен, Юліус Йохансен, Фредерік Мадсен і Расмус Педерсен | Велоспорт на треку    | Віктор Аксельсен (бадмінтон) Пернілле Хардер (жіночий футбол)                                                                                          | [ 24 ]    |
| 2021 | Віктор Аксельсен                                                                                                   | Бадмінтон             | Анн-Марі Ріндом (вітрильний спорт) Лассе Норман Гансен і Міхаель Меркев (велоспорт)                                                                    | [ 25 ]    |
| 2022 | Йонас Вінгегор | Велоспорт             | Віктор Аксельсен (бадмінтон) Національна збірна Данії з виїздки (кінний спорт)                                                                         | [ 26 ]    |
| 2023 | Збірна Данії з гандболу                                                                                            | Гандбол               | Віктор Аксельсен (бадмінтон) Йонас Вінгегор (велоспорт)                                                                                                | [ 27 ]    |